# Emmy Verhey

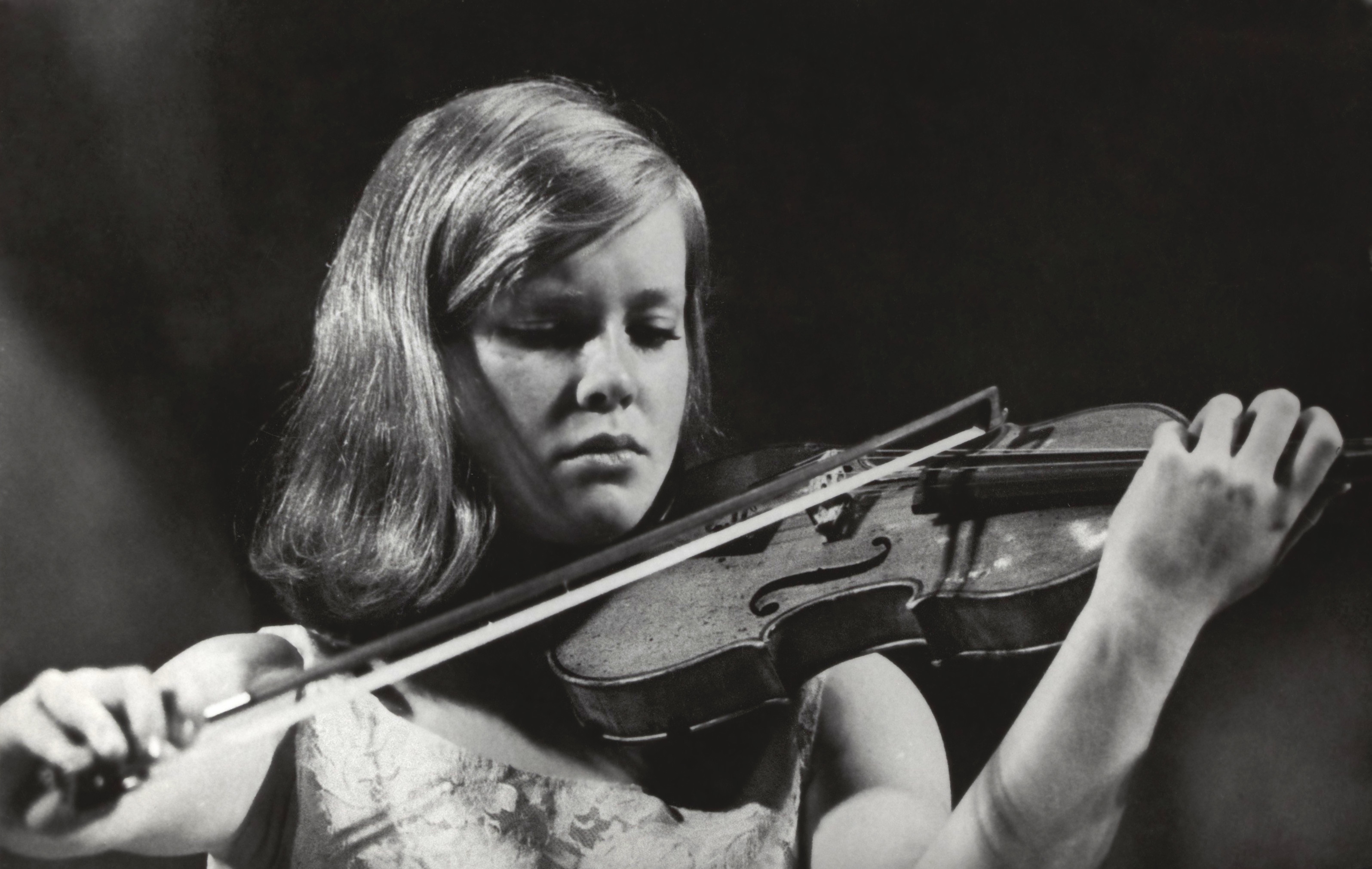
Emmy Verhey con 17 años, en 1966.

Emmy Verhey (Ámsterdam, 13 de marzo de 1949) es una violinista neerlandesa.
Verhey tomó por primera vez un violín con siete años y pronto reveló sus extraordinarias dotes para la música. Niña prodigio, a los ocho años recibió clases de Oskar Back y, posteriormente, estudió con Herman Krebbers, Bela Dekany y Wolfgang Schneiderhan. En 1966 quedó finalista en el Concurso Internacional Chaikovski de Moscú (el violinista ganador fue Víctor Tretiakov) y Verhey consiguió su primer contrato discográfico. Tras ganar el Premio Nacional de Violín Oskar Back de Ámsterdam en 1967, consiguió una beca para estudiar violín durante un año con David Óistraj en Moscú. En 1971 ganó el Concurso Internacional de Música Tromp de Eindhoven.
Verhey ha tenido una brillante carrera internacional y ha tocado con importantes batutas, como Riccardo Chailly, Bernard Haitink, Mariss Jansons, Leonard Bernstein, David Zinman, Jean Fournet y junto a otros grandes violinistas como Yehudi Menuhin, David Óistraj o Ígor Óistraj. Otros solistas con los que ha tocado son los pianistas Yuri Yegórov y Maria João Pires o el violonchelista János Starker. El repertorio de Verhey es muy amplio y va desde las obras barrocas hasta la música contemporánea. Ha grabado música, entre otros, de los siguientes compositores: Johann Sebastian Bach, Beethoven, Brahms, Alphons Diepenbrock, Antonín Dvořák, Felix Mendelssohn, Mozart, Schubert y Chaikovski.
Verhey ha dado clases de violín en el Conservatorio de Utrecht entre 1983 y 2002. En 1991 cofundó la Camerata Antonio Lucio, orquesta de cuerda cuyo repertorio incluye obras desde el siglo XVIII hasta actuales.

## Instrumentos
A finales de la década de 1970, Verhey compró un stradivarius de 1723 llamado Earl Spencer (Conde Spencer); a finales de la década de 1990 compró un nuevo instrumento, un guarneri de 1676 con el que toca actualmente.